# Фостер, Мёрфи Джеймс
Мёрфи Джеймс Фостер-старший (англ. Murphy James Foster, Sr.; 12 января 1849, Франклин, Луизиана — 12 июня 1921, там же) — американский политик, сенатор США и 31-й губернатор Луизианы.

## Биография

### Ранние годы и образование
Мёрфи Джеймс Фостер на сахарной плантации около Франклина, штат Луизиана, в семье Томаса и Марты (урождённой Мёрфи) Фостер. Он учился в государственных школах, Университете Вашингтона и Ли в Лексингтоне, Виргиния, и Камберлендском университете в Лебаноне, Теннесси, который окончил в 1870 году. Фостер продолжил своё образование в Университете Луизианы (позже Тулейнский университет), получив диплом юриста в 1871 году.

### Политическая карьера
В 1876 году Фостер выиграл выборы в Законодательное собрание Луизианы. Тем не менее, ему было отказано в кресле. Три года спустя он был избран в Сенат Луизианы, где служил до 1892 года. С 1888 по 1890 год он также был председателем сената.
19 апреля 1892 года Фостер был избран губернатором Луизианы от Демократической партии. В 1896 году он был переизбран на второй срок. Во время его пребывания в должности были организованы лагеря беженцев после наводнения 1893 года, с помощью милиции была подавлена забастовка в Новом Орлеане, а также была ликвидирована лотерея штата. Кроме того, был принят новый закон о выборах. Фостер покинул свой пост 21 мая 1900 года.
После ухода с должности губернатора Фостер был избран в Сенат США, где служил до 1913 года. В сенате он возглавлял транспортный комитет и комитет по продаже мясных продуктов. В 1914 году президент Вудро Вильсон назначил Фостера начальником таможенных сборов и пошлин в порту Нового Орлеана. Эту должность он занимал до 1921 года.

### Личная жизнь
15 мая 1877 года Фостер женился на Флоренс Дейзи Хайн, дочери торговца из Франклина. Она умерла 26 августа 1877 года в возрасте 19 лет. В 1881 году он женился на Роуз Рут Кер, дочери капитана Джона Кера. У них было десять детей, девять из которых дожили до совершеннолетия. Один из них, Мёрфи Джеймс Фостер II, был отцом Мёрфи Джеймса Фостера III, 53-го губернатора Луизианы.
Мёрфи Джеймс Фостер скончался 12 июня 1921 года на плантации Дикси около Франклина.